# Mauer-Zebraspringspinne

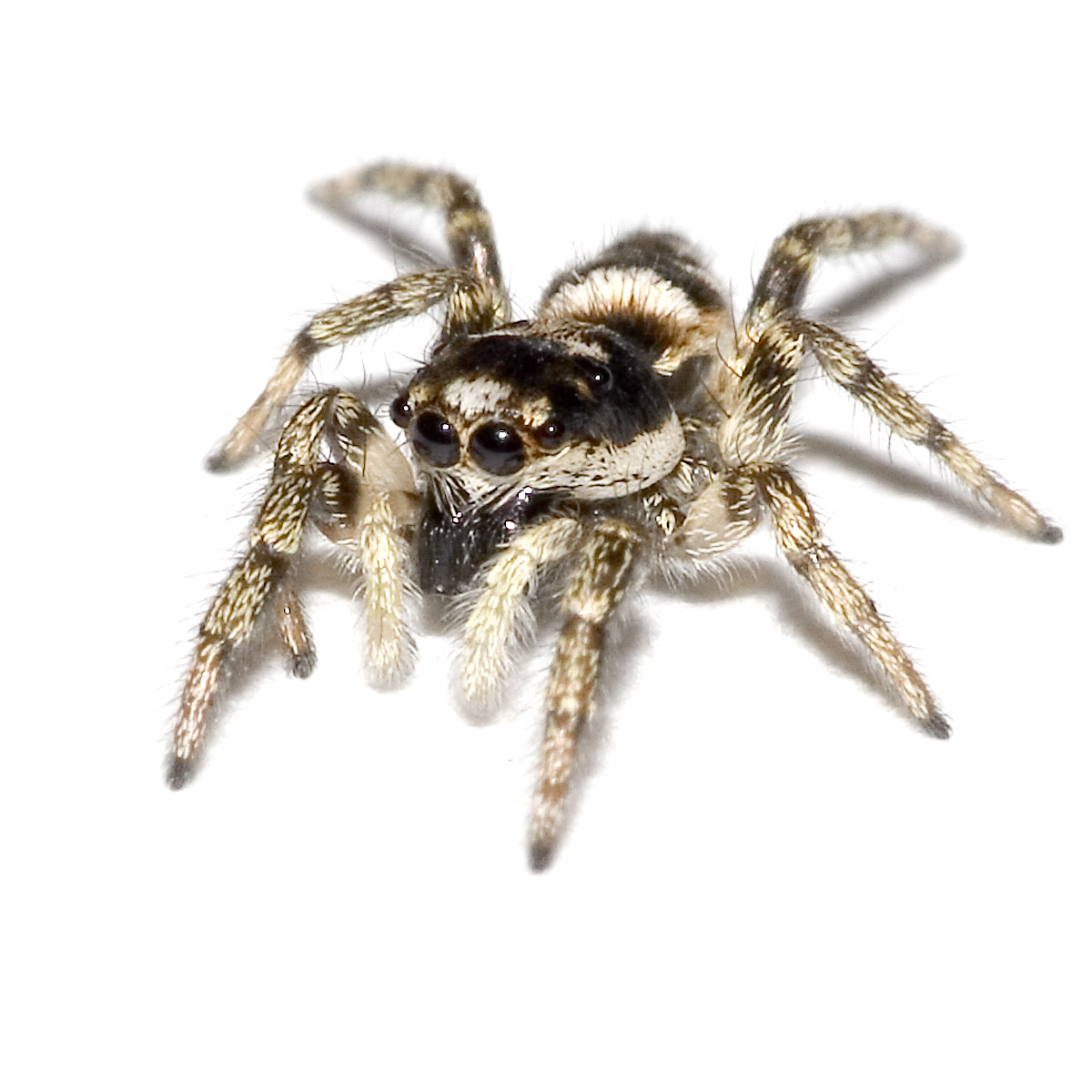
Frontalansicht einer Zebraspringspinne

Die Mauer-Zebraspringspinne (Salticus scenicus), auch Harlekin- oder oft vereinfacht und wie die Gattung Zebraspringspinne genannt, ist eine Spinnenart, die zur Familie der Springspinnen (Salticidae) gehört. Aufgrund ihrer Auffälligkeit und weit verbreiteten Bekanntheit wurde die Mauer-Zebraspringspinne von der Arachnologischen Gesellschaft (AraGes) zur Spinne des Jahres 2005 gewählt.

## Merkmale
Ihren Namen verdankt die Mauer-Zebraspringspinne zum einen der hüpfenden Fortbewegung und zum anderen ihrer schwarz-weißen Zeichnung, die an ein Zebra erinnert. Diese wird durch hell und dunkel gefärbte Schuppenhaare hervorgerufen. Salticus scenicus kann von den übrigen mitteleuropäischen Arten der Gattung Salticus eindeutig unterschieden werden. Nur sie besitzt auf dem Vorderleib (Prosoma) ein weißes Fleckenpaar und auf dem Hinterleib (Opisthosoma) drei breite, dunkle Querbänder. Ältere Mauer-Zebraspringspinnen sind meist dunkler gefärbt, da sich die Schuppenhaare mit der Zeit abreiben und die dunklere Grundfärbung hervortritt.
Die unregelmäßig gefleckten Beine der Tiere sind, verglichen mit anderen Spinnen, relativ kurz, wodurch die Mauer-Zebraspringspinnen gedrungen wirken. Sie erreichen Körperlängen von vier bis sieben Millimeter, wobei die Weibchen in der Regel größer werden als die Männchen.
Das Erkennungsmerkmal der Männchen sind die sehr langen, schräg nach vorn gerichteten Cheliceren.
Ein weiteres auffälliges Merkmal der Mauer-Zebraspringspinne sind die beiden großen Frontaugen, wie sie für Springspinnenarten typisch sind. Neben diesen ist ein weiteres Augenpaar nach vorn gerichtet. Vier weitere Augen befinden sich an den Seiten des Vorderleibes. Aufgrund dieser Anordnung kann die Mauer-Zebraspringspinne auch nach hinten sehen. Mauer-Zebraspringspinnen können im Nahbereich besser sehen als das mit dem menschlichen Auge möglich ist. Im Gegensatz zu anderen Spinnen, die auf das Ertasten von Erschütterungen oder Erkennen von Bewegungen angewiesen sind, erkennen Springspinnen auch tote Insekten als Nahrung.

## Jagdmethoden und Ernährung
Bei der Jagd nähert sich die Mauer-Zebraspringspinne langsam an ein Insekt an und springt aus einem Abstand von bis zu fünf Zentimetern auf das Beutetier und tötet dieses mit einem Giftbiss. Bis die Wirkung des Giftes einsetzt, hält sie das Insekt mit ihren kräftigen Beinen fest. Vor dem Sprung sichert sich die Mauer-Zebraspringspinne mit einem Faden, so dass sie nach einem missglückten Sprung wieder an den Ausgangspunkt zurückkehren kann ohne abzustürzen.

## Der Sprung
Zum Springen werden das dritte und das vierte Beinpaar ruckartig gestreckt.
Die Streckung erfolgt wie bei allen Webspinnen nicht durch Muskelanspannung, da die Laufbeine keine Streckermuskeln besitzen, sondern beruht auf einer plötzlichen Erhöhung des Hämolymphdrucks und damit auf einem hydraulischen Prinzip. Mit den beiden ersten Beinpaaren wird das Beutetier ergriffen und die Landung gebremst. Die Sprünge über Distanzen bis etwa zum zwanzigfachen der eigenen Körperlänge sind sehr präzise, weshalb Springspinnen für Bioniker sehr von Interesse sind bei der Entwicklung von Techniken, mit denen die Präzision hydraulischer Anlagen verbessert werden kann.

## Vorkommen
In Europa, dem nördlichen Asien und Nordamerika kommt diese Art sehr häufig vor. In der Nähe des Menschen ist die Art oft auf Mauerwerk oder Zäunen anzutreffen. Dabei bevorzugt sie sonnenexponierte, windstille Bereiche. Das natürliche Habitat der Mauer-Zebraspringspinne sind steinige Trockenrasen.

## Giftigkeit
Das Gift der Mauer-Zebraspringspinne wirkt bei Insekten sehr schnell. Für den Menschen sind die Tiere hingegen absolut ungefährlich.